# Stranberg est là
Pour plus de détails, voir Fiche technique et Distribution.
Stranberg est là (Strauberg ist da) est un film allemand réalisé par Mischa Gallé, sorti en 1978.

## Fiche technique
- Titre original : Strauberg ist da
- Titre français : Stranberg est là
- Réalisation et scénario : Mischa Gallé
- Musique : Stefan Melbinger
- Production : Mischa Gallé
- Pays d'origine :  Allemagne de l'Ouest
- Format : Noir et blanc - 1,66:1 - Mono
- Durée : 114 minutes
- Date de sortie : 1978

## Distribution
- Michel Piccoli : Strauberg
- Theodor Kotulla : Panek
- Bernadette Lafont : Anne
- Udo Heiland : Panek
- Carlheinz Heitmann : Gromberg